# نشاوان
نشاوان (به ارمنی: Նշավան) یک شهر در ارمنستان است که در استان آرارات واقع شده‌است. نشاوان در ۹ کیلومتری شمال آرتاشات، مرکز استان آرارات واقع شده‌است.

## خصوصیات
نشاوان ۲٬۰۸۱ نفر جمعیت دارد و در ۸۸۰ ارتفاع متر بالاتر از سطح دریا قرار گرفته‌است.
| سال   | ۱۸۳۱ | ۱۸۹۷ | ۱۹۲۶ | ۱۹۳۹ | ۱۹۵۹ | ۱۹۷۰ | ۱۹۷۹ | ۱۹۸۹ | ۲۰۰۱ | ۲۰۰۴ | ۲۰۱۱ |
| جمعیت | ۵۵   | ۱۲۷  | ۱۹۴  | ۷۹۵  | ۱۲۶۶ | ۱۵۱۹ | ۱۶۱۸ | ۱۸۲۴ | ۱۹۷۸ | ۲۰۰۰ | ۱۹۳۰ |